# 厨房 (ネット用語)
インターネットスラングとしての厨房（ちゅうぼう）は、インターネット（以下「ネット」）上で幼稚な暴言、誹謗中傷、その他嫌がらせといった迷惑行為を行う荒らしユーザーを指す蔑称である。
由来は中学生を表す俗語（侮蔑語）である「中坊」から、中学生程度の精神年齢しか持たない者であるという揶揄の意味を込め、同音語としてインターネットで使われ始めたと推測されている。直接の発祥については不明であり、IMEの誤変換から生まれたという俗説もあるが確証はない。2000年代前半に2ちゃんねるなどの匿名掲示板で広く使われ波及し、やがて廃れた廃語である。

## 派生と経緯
前述の中学生の俗語「中坊」から「厨房」から発祥したのと同様に、小学生を消防（小坊）、高校生を工房（高坊）と表現するケースもあった。
「厨房」は「厨」と略されることもあり、「○○厨」と個別化、特定化され、ある特定の迷惑行為を行う荒らしや特定の分野のコミュニティの荒らしを総称して用いられた。
学校や会社などの長期休業期間に、電子掲示板にこの種の荒らし的言動を示す新参者の絶対数が増える現象を指して、春厨（春休み）・夏厨（夏休み）・秋厨（秋休み）・冬厨（冬休み）・黄金厨（ゴールデンウィーク）・栗厨（クリスマス）とそれぞれ表現された。これらをまとめて季節厨とも言った。
「厨房」は、中学生程度の精神年齢しか持たない荒らしユーザーを指し示しており、対象となった者の具体的年齢は問わず、全年齢のユーザーに使われる。これとは対照的に、実際の中学生（中坊）のことを「リアル厨房」（省略してリア厨）と称することがあった。
「厨房」や派生語は2010年代頃から廃れ始め、2010年後半頃までには殆ど使われなくなった。しかし流行当時にこの言葉を乱用していた中高年ユーザーが現在でも「政治厨」や「対立厨」と言った特定の表記を使用することはある。
言い換えとしては「～キッズ」や「～荒らし」、あるいは単に「荒らし」、「荒らしユーザー」などがある。

## 事例
その他の主な用例としては、様々なコミュニティにおいて自治と称して自分なりのルールを持ち込み、それを他者に強要する荒らしとして「自治厨（じちちゅう）」、処女信仰を先鋭化させ、非処女と目された人物やキャラクターに嫌がらせをする「処女厨（しょじょちゅう）」、韓国を嫌う者の中で嫌韓に関する発言をするユーザーを「嫌韓厨（けんかんちゅう）」、などがあった。
いずれの用語も、「～荒らし」のように言い換えが可能であり、それが推奨される。